# Jan Stanisław Jankowski

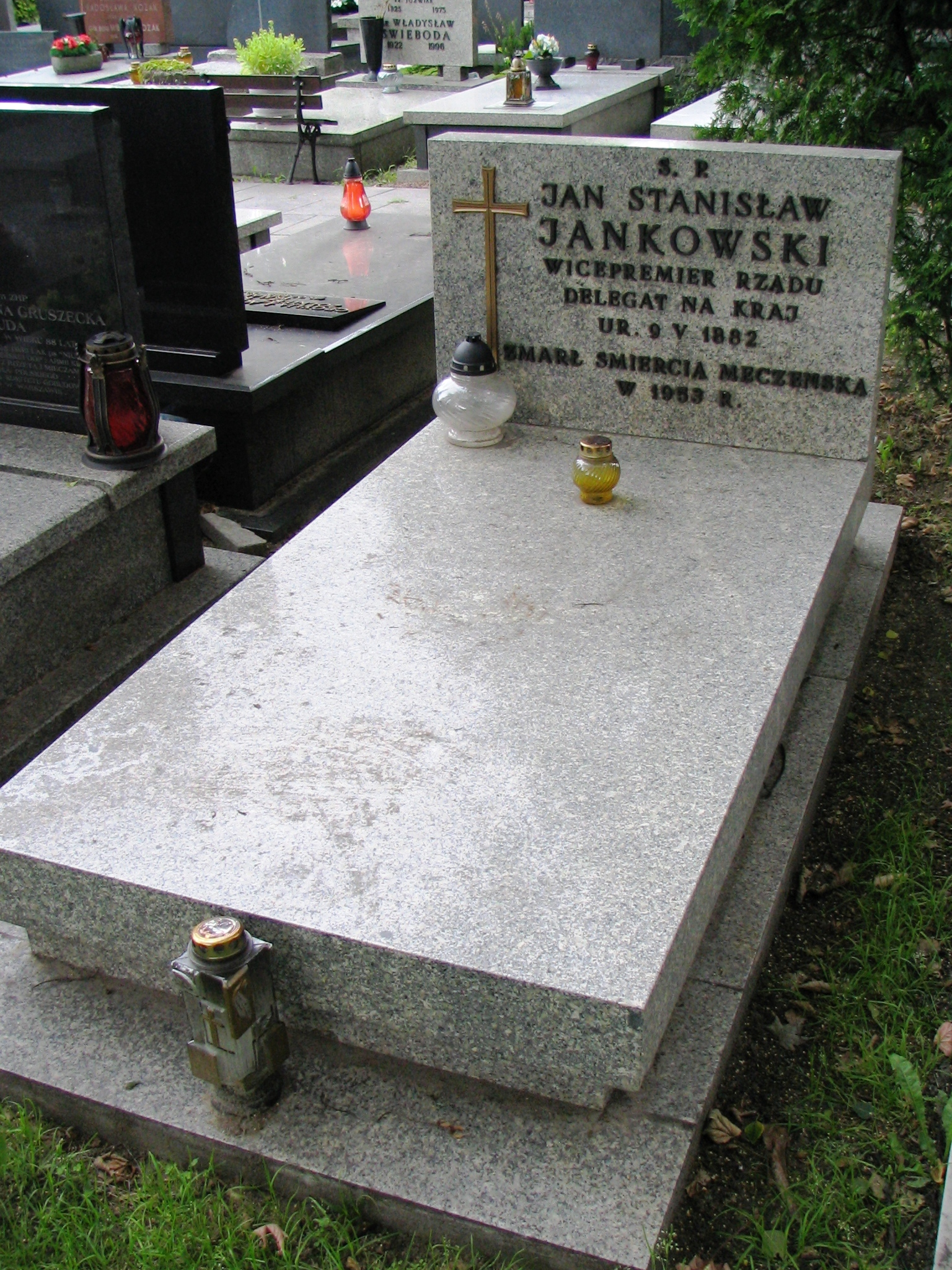
Symboliczny grób Jana Stanisława Jankowskiego na cmentarzu Wojskowym na Powązkach w Warszawie

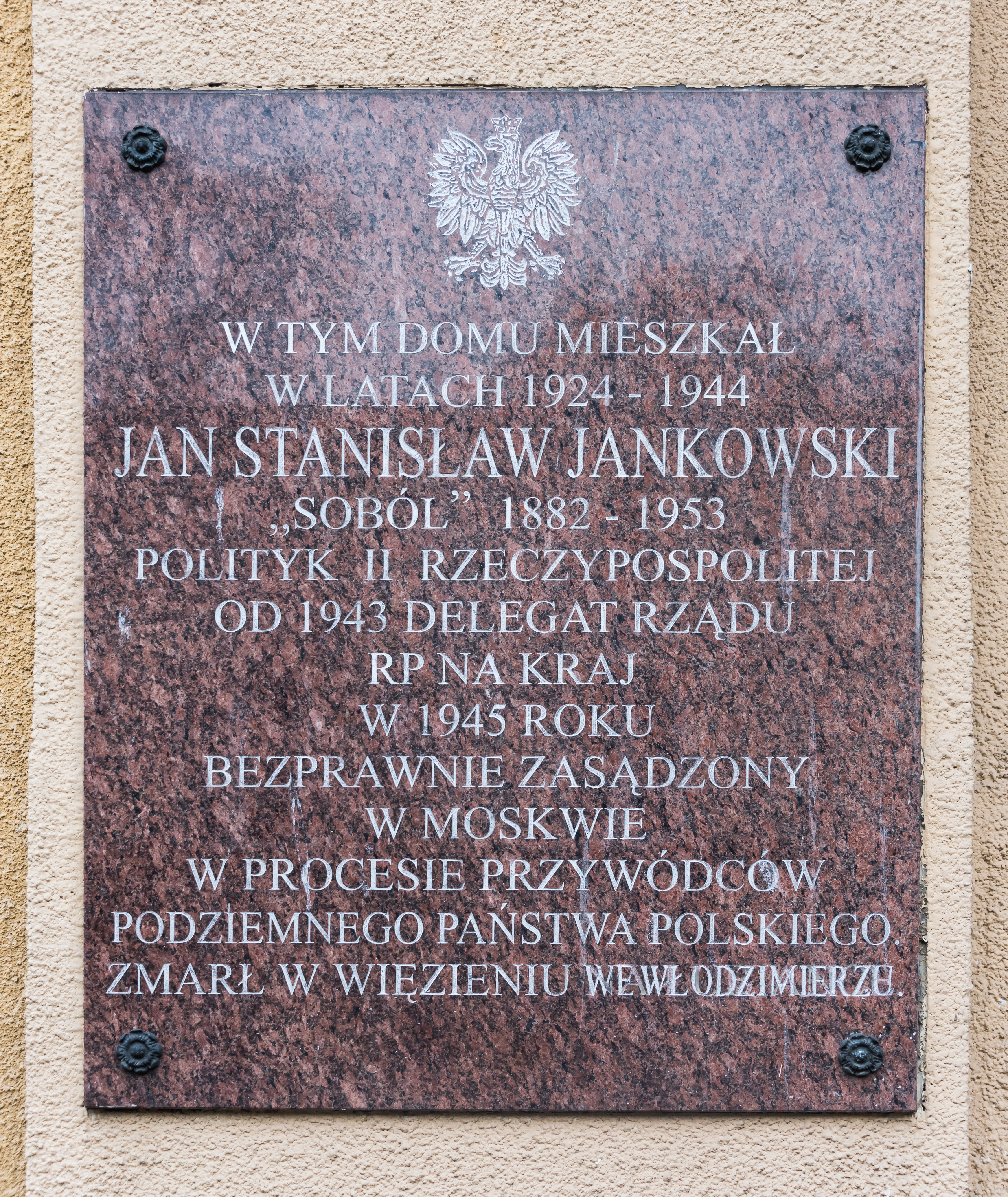
Tablica pamiątkowa przy ul. Raszyńskiej 52 w Warszawie

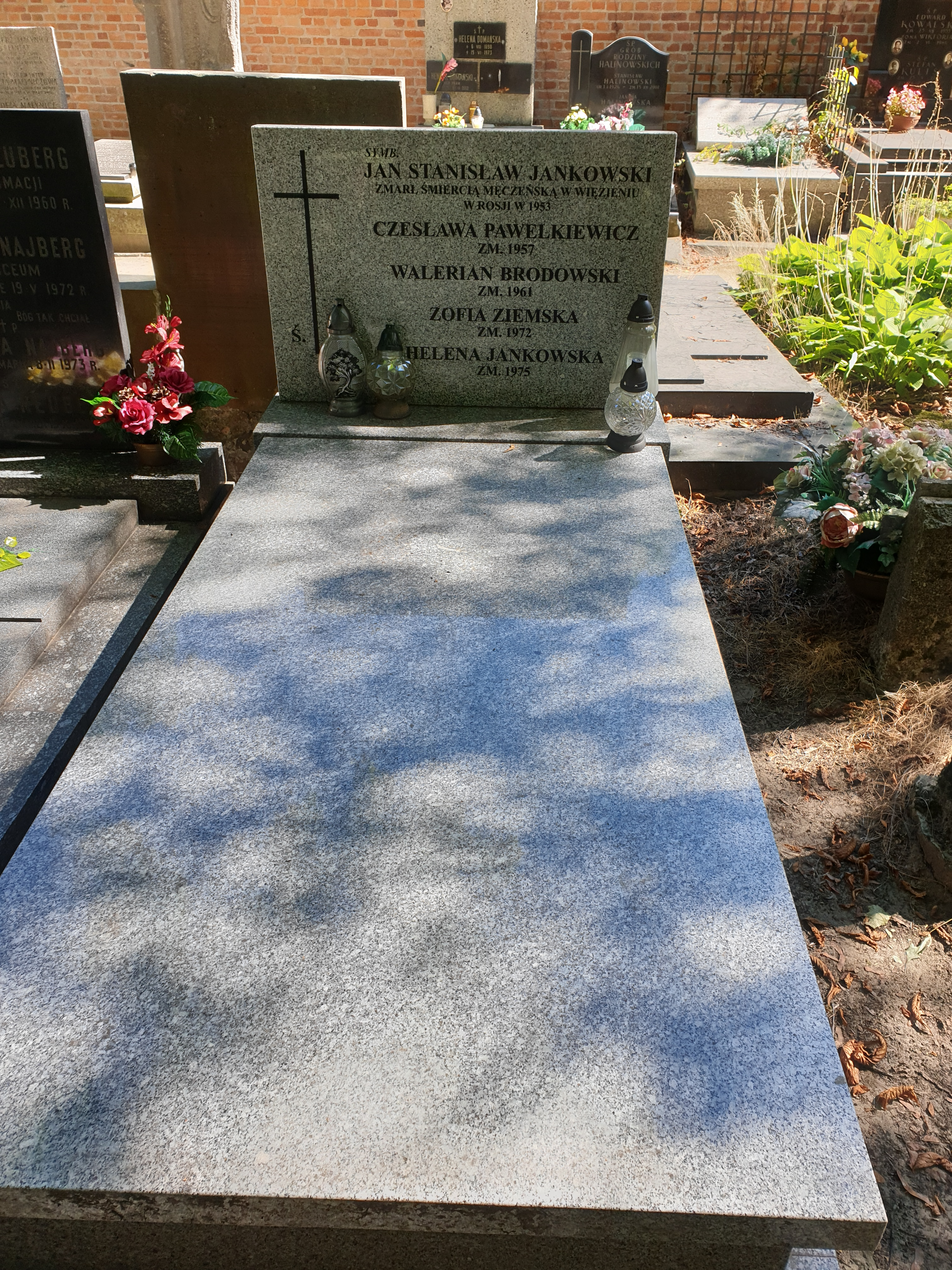
Symboliczny grób Jana Jankowskiego na Starych Powązkach

Jan Stanisław Jankowski, ps. „Otles”, „Doktor, Jan, Klonowski, Sobolewski, Soból” (ur. 6 maja 1882 w Krasowie Wielkim w pow. Wysokie Mazowieckie, zm. 13 marca 1953 we Włodzimierzu nad Klaźmą w ZSRR) – polski działacz polityczny, Delegat Rządu na Kraj od 19 lutego 1943 (formalnie od 21 kwietnia 1943) do 27 marca 1945, inżynier chemik.

## Życiorys
Urodził się 6 maja 1882 w Krasowie Wielkim, w rodzinie Józefa, właściciela ziemskiego, i Julii z Olędzkich. W 1900 r. ukończył gimnazjum filologicznego w Piotrkowie Trybunalskim (dzisiejsze I Liceum Ogólnokształcące im. Bolesława Chrobrego). Następnie studiował na wydziale Fizyko-Matematycznym Uniwersytetu Warszawskiego, potem na Wydziale Chemii Politechniki Warszawskiej. Po strajku szkolnym w 1905 r. wyjechał do Pragi, gdzie rok później wstąpił do Wyższej Szkoły Technicznej, którą ukończył w 1908 r. jako inżynier chemik. W latach 1909–1912 kształcił się w Studium Rolniczym Uniwersytetu Jagiellońskiego. Jeszcze w trakcie studiów w Krakowie objął w 1911 r. asystenturę w Zakładzie Rolniczo-Doświadczalnym Uniwersytetu Jagiellońskiego. Po ukończeniu studiów rolniczych odbywał praktyki - najpierw w majątku Bendry w okolicach Sejn, a następnie w miejscowości Byszew niedaleko Kutna. Od sierpnia 1914 r. pracował jako zarządca w pierwszym z wymienionych majątków.
Podczas studiów wstąpił do Związku Młodzieży Polskiej „Zet” oraz do Stronnictwa Narodowo-Demokratycznego. W latach 1901–1902 zaangażował się w tworzenie Związku Młodzieży Robotniczej oraz Związku im. Jana Kilińskiego. Będąc członkiem tej ostatniej organizacji, współorganizował w 1906 Narodowy Związek Robotniczy. Był członkiem Ligi Narodowej w latach 1905–1908. W 1908 wystąpił z Ligi Narodowej. Był jednym z inicjatorów, tzw. Frondy ND, czyli oderwania się NZR i innych ugrupowań od endecji. Zagrożony aresztowaniem, w 1909 wyjechał do Krakowa, gdzie w latach 1912–1914 wchodził w skład Komisji Tymczasowej Skonfederowanych Stronnictw Niepodległościowych, jako reprezentant NZR i współorganizator Polskiego Związku Wojskowego. Służył w I Kompanii Kadrowej Józefa Piłsudskiego, a następnie od 1915 w 1 pułku ułanów Legionów Polskich. Członek Centralnego Komitetu Narodowego w Warszawie (XII 1915 – II 1917) z ramienia NZR.

### II Rzeczpospolita
Po odzyskaniu niepodległości przez Polskę pracował w Ministerstwie Rolnictwa i Dóbr Państwowych oraz Głównym Urzędzie Ziemskim w latach 1919–1921. W tej ostatniej instytucji w 1921 r. objął funkcję Naczelnika Wydziału Parcelacji i Osadnictwa.
Jankowski opowiadał się za połączeniem NZR z Narodowym Stronnictwem Robotników. W maju 1920 r. znalazł się w ścisłym kierownictwie powołanej wówczas do życia Narodowej Partii Robotniczej (NPR), zasiadając w jej władzach aż do 1933 r., pełniąc m.in. od września 1920 r. do maja 1923 r. funkcję prezesa Głównego Komitetu Wykonawczego. Działał równocześnie w Zjednoczeniu Zawodowym Polskim, centrali związkowej przez wiele lat ściśle związanej z NPR. W latach 1921–1925 odgrywał jedną z kluczowych ról w kontrolowanym przez NPR Banku Zjednoczonych Kooperatyw SA w Warszawie.
10 marca 1921 r. został ministrem pracy i opieki społecznej w pierwszym rządzie Wincentego Witosa. Na tajnym posiedzeniu gabinetu minister Jankowski zgłosił zastrzeżenia wobec stanowiska Rady Ministrów w sprawie sytuacji na Górnym Śląsku. Jako lider partii opowiadającej się za jak najdalej idącym wsparciem działań powstańczych, nazajutrz złożył dymisję. Została ona przyjęta 11 maja 1921 r., lecz formalnie pełnił urząd do 31 maja.
Po odejściu z rządu wyjechał na krótko na Górny Śląsk, by następnie powrócić do pracy w charakterze wysokiego urzędnika w Ministerstwie Rolnictwa i Dóbr Państwowych. W wyborach do sejmu 1922 startował bez powodzenia z Warszawy. Od 1924 r. kierował w MRiDP Departamentem Parcelacji i Osadnictwa. W tym okresie był też członkiem komisji organizacyjnej Banku Gospodarstwa Krajowego, następnie wszedł do rady nadzorczej tej instytucji. W 1925 został podsekretarzem stanu w Ministerstwie Pracy i Opieki Społecznej, zastępując Gustawa Simona. Następnie po wyjściu socjalistów z rządu Aleksandra Skrzyńskiego i dymisji Bronisława Ziemięckiego 20 kwietnia 1926 r. objął funkcję kierownika MPiOS. W tej roli do końca kwietnia 1926 r. wziął udział w pięciu posiedzeniach rządu i wystąpił na posiedzeniu połączonych komisji sejmowych Ochrony Pracy i Robót Publicznych. Rada Ministrów z Jankowskim w składzie obradowała jeszcze 4 i 5 maja, przy czym na drugim posiedzeniu Skrzyński zapowiedział rezygnację z kierowania rządem. Zastąpił go Wincenty Witos(trzeci rządz Wincentego Witosa), który powierzył Jankowskiemu dalsze kierowanie MPiOS. Urzędowanie zakończył wraz z upadkiem rządu w związku z przewrotem majowym. Po nim znalazł zatrudnienie w stołecznej Kasie Chorych, gdzie pozostał do 1928 r. Od 1935 r. pracował w Ubezpieczalni Społecznej w Warszawie.
Jankowski należał do czołowych działaczy NPR, zajmującej opozycyjnej stanowisko wobec sanacyjnych władz. W 1927 r. został z ramienia macierzystej partii radnym m.st. Warszawy. Wszedł do sejmu w 1928 r., uzyskując mandat w okręgu wyborczym nr 38 z siedzibą w Królewskiej Hucie. W parlamencie został sekretarzem klubu NPR, był też wówczas członkiem sejmowej Komisji Pracy. W 1930 r. ponownie uzyskał mandat parlamentarzysty.
Tym razem wszedł do sejmu z listy państwowej, a w klubie NPR powierzono mu funkcję skarbnika. W sejmie III kadencji pracował w Komisji Budżetowej i Komisji Ochrony Pracy. W NPR był wówczas przeciwnikiem dominującej w kierownictwie partii grupy skupionej wokół Karola Popiela. Jankowski wszedł z nim w konflikt i razem z tzw. grupa inżynierów w 1935 r. wystąpił z NPR. Dwa lata później został członkiem Stronnictwa Pracy.

### II wojna światowa
Po wybuchu wojny, działał początkowo w instytucjach opieki społecznej. W 1941 objął urząd dyrektora Departamentu Pracy i Opieki Społecznej Delegatury Rządu RP na Kraj. Pod koniec 1942 został zastępcą Delegata Rządu RP na Kraj, a następnie sam objął tę funkcję w kwietniu 1943 po aresztowaniu Jana Piekałkiewicza. Jankowski był przeciwnikiem jakichkolwiek porozumień z Polską Partią Robotniczą. Pod koniec lipca 1944 został wicepremierem, kierującym Krajową Radą Ministrów. Zatwierdził decyzję rozpoczęcia powstania w Warszawie.

My tu nie mamy wyboru. „Burza” nie jest w Warszawie czymś odosobnionym, to jest ogniwo łańcucha, który zaczął się we wrześniu 1939 r. Walki w mieście wybuchną, czy my tego chcemy, czy nie. Za dzień, dwa lub trzy Warszawa będzie na pierwszej linii frontu (...) Trudno sobie wyobrazić, że nasza (...) młodzież, którą myśmy szkolili od lat (...) daliśmy jej broń do ręki, będzie się biernie przyglądała albo da się Niemcom bez oporu wywieźć do Rzeszy? Jeżeli my nie damy sygnału do walki, ubiegną nas w tym komuniści. Ludzie wtedy oczywiście uwierzą, że chcieliśmy stać z bronią u nogi.

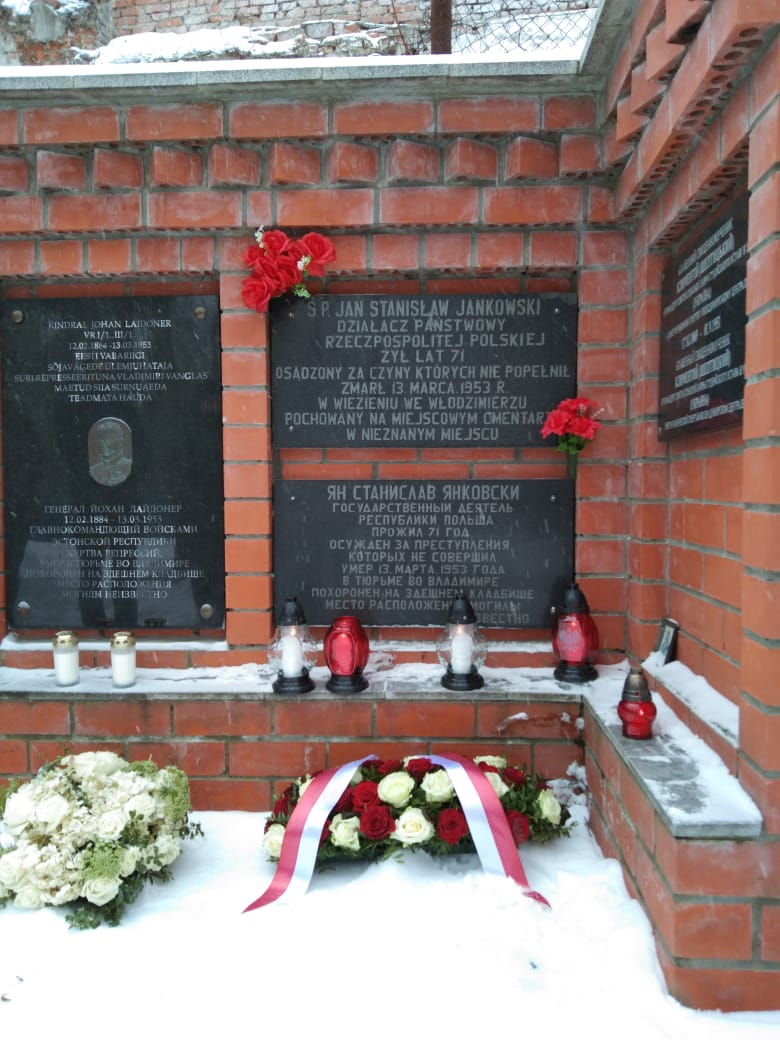
Tablica w domniemanym miejscu pochówku Jana Jankowskiego w Rosji we Włodzimierzu na Klaźmą

Po upadku powstania warszawskiego przeszedł na fałszywych dokumentach przez obóz przejściowy w Pruszkowie, skąd został zwolniony ze względu na wiek.
27 marca 1945 r. udał się wraz z m.in. ostatnim komendantem Armii Krajowej gen. Leopoldem Okulickim i przewodniczącym Rady Jedności Narodowej Kazimierzem Pużakiem na rozmowy z przedstawicielami władz sowieckich. Został aresztowany przez NKWD, przewieziony samolotem do Moskwy i umieszczony w więzieniu na Łubiance. W tzw. procesie szesnastu prokurator oskarżył Jana Stanisława Jankowskiego, Leopolda Okulickiego, Stanisława Jasiukowicza i Adama Aleksandra Bienia o to, że byli organizatorami i kierownikami polskiej organizacji podziemnej na tyłach Armii Czerwonej na terytorium zachodnich obwodów Białorusi i Ukrainy, na Litwie i w Polsce i działając według instrukcji tzw. rządu emigracyjnego, kierowali robotą wywrotową przeciwko Armii Czerwonej i ZSRR, dokonywaniem aktów terroru w stosunku do oficerów i żołnierzy Armii Czerwonej, organizowaniem zamachów dywersyjnych i napadów podziemnych oddziałów zbrojnych, prowadzeniem propagandy wrogiej wobec ZSRR i Armii Czerwonej. Wyrokiem moskiewskiego sądu skazano go na 8 lat więzienia pomimo tego, iż był przedstawicielem innego państwa. Mocarstwa Zachodnie nie protestowały przeciwko temu jawnemu pogwałceniu prawa międzynarodowego. Został prawdopodobnie zamordowany na dwa tygodnie przed końcem odbywania kary 13 marca 1953 we Włodzimierzu nad Klaźmą w ZSRR. Według zaświadczenia Radzieckiego Czerwonego Krzyża z 11 czerwca 1956 zmarł w ZSRR podczas odbywania kary. Został pochowany w zbiorowej mogile na przywięziennym cmentarzu. Dariusz Baliszewski (2009) podał, że 19 kwietnia 1990 - nastąpiło unieważnienie wyroku równoznaczne z rehabilitacją.
Jego symboliczne groby znajdują się na cmentarzu Powązkowskim w Warszawie (kwatera 196-2-11) i na cmentarzu Wojskowym na Powązkach w Warszawie (kwatera 27CII-3-2).

## Okresy sprawowania urzędu ministra

### Minister Pracy i Opieki Społecznej
- 10.03 - 11.05.1921

### Kierownik Ministerstwa Pracy i Opieki Społecznej
- 20.04. - 5.05.1926
- p.o. 5-10.05.1926,
- 10-15.05.1926

## Ordery i odznaczenia
- Order Orła Białego (pośmiertnie, 29 listopada 1995)[13]
- Krzyż Srebrny Orderu Virtuti Militari nr 10291 (1944)[14]
- Krzyż Komandorski Orderu Odrodzenia Polski (7 listopada 1925)[15]
- Krzyż Niepodległości z Mieczami (17 marca 1938[16]

## Film
W radzieckim filmie wojennym Żołnierze Wolności (1977) w postać Jana Stanisława Jankowskiego wcielił się aktor Jerzy Kaliszewski.

## Upamiętnienie
Tablica pamiątkowa na budynku przy ul. Raszyńskiej 52 w Warszawie, w którym w latach 1924−1944 mieszkał Jan Stanisław Jankowski.